# Mireya Luis
Alejandrina Mireya Luis Hernández, coneguda com a Mireya Luis o simplement com a Mireya, (Camagüey, Cuba 1967) és una jugadora de voleibol cubana, guanyadora de tres medalles olímpiques d'or.

## Biografia
Va néixer el 25 de febrer de 1967 a la ciutat de Camagüey, capital de la província del mateix nom.

## Carrera esportiva
Va participar, als 24 anys, en els Jocs Olímpics d'Estiu de 1992 celebrats a Barcelona (Espanya), on amb la selecció cubana de voleibol aconseguí guanyar la medalla d'or en la competició femenina de voleibol. Repetí aquest èxit en els Jocs Olímpics d'Estiu de 1996 realitzats a Atlanta (Estats Units) i també als Jocs Olímpics d'Estiu de 2000 realitzats a Sydney (Austràlia).
Amb la selecció cubana aconseguí, així mateix, dues victòries en el Campionat del Món de voleibol els anys 1994 i 1998.